# ان‌جی‌سی ۳۹۴۹
ان‌جی‌سی ۳۹۴۹ یک کهکشان باز در صورت فلکی خرس بزرگ و در فاصله ۵۰ میلیون سال نوری است.